# Turisme rural

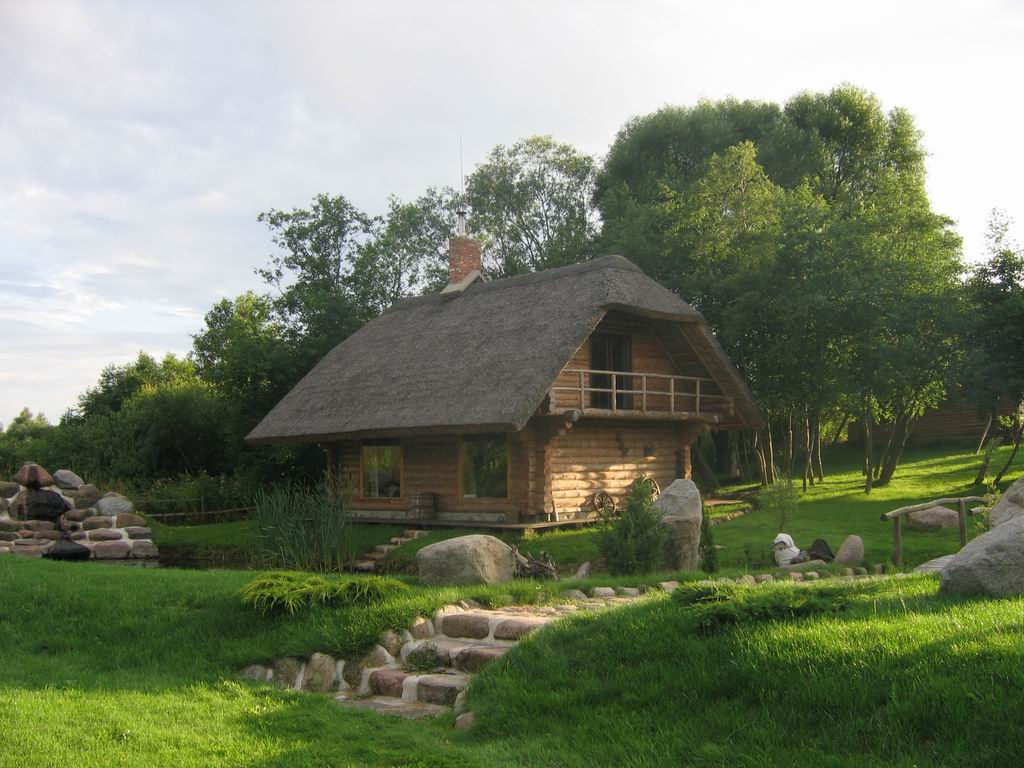
Casa rural de Lituània.

El turisme rural o agroturisme és l'activitat turística que es realitza en un espai rural, habitualment en petites localitats (menys de 1.000 o 2.000 habitants) o fora del nucli urbà en localitats d'una mida més gran.
A l'Estat espanyol la legislació sobre aquest assumpte és competència de cada Comunitat Autònoma. La inexistència d'una legislació comuna i, fins i tot, la falta de legislació en algunes comunitats autònomes, impedeix destacar unes característiques comunes d'aquesta activitat.
Típicament, i en algunes zones de manera obligada, s'estableixen en edificis històrics o de construcció tradicional de la comarca. Dins de les diverses categories hi ha diverses modalitats de turisme rural. Segons l'Organització Mundial del Turisme s'entén per turisme rural les diferents activitats que es practiquen en entorns naturals, paisatges agraris, vida i cultura rurals, pesca i caça i visites a llocs d'interès cultural.
L'alta proliferació d'aquesta fórmula de turisme està provocant un gran creixement de l'oferta d'aquests establiments, arribant a la massificació d'algunes comarques.A Catalunya, l'any 1983 es va crear la modalitat de "residència-casa de pagès" amb la finalitat de promoure recursos turístics de les comarques catalanes i millorar les rendes de les famílies que viuen en el medi rural.
La comercialització d'allotjaments rurals es realitza majoritàriament per Internet a través de portals de turisme rural especialitzats, on s'agrupen els establiments en funció de les seves qualitats, característiques o emplaçament. L'Agència Catalana de Turisme promociona els establiments turístics rurals i n'elabora plans d'internacionalització.

## Tipus d'indrets de turisme rural
Els establiments turístics rurals es classifiquen a Catalunya segons le categories següents:
- Casa rural: un edifici que consta de diverses habitacions amb elements comuns, com són els banys, la sala i la cuina. Freqüentment, se sol compartir amb els propietaris, encara que disposen d'una zona privada. En cas que hi visquin els propietaris, se sol llogar per habitacions (tipus hotel, amb serveis alimentaris) o completa (casa de lloguer complet, que es coneix amb el nom de turisme rural independent) per a grups.

- Allotjament rural: és una de les fórmules més habituals en zones com la Serra Nord de Madrid, és el més semblant a un apartament turístic, però habitualment amb elements diferenciadors de les àrees rurals (tipus de construcció, decoració, etc.). Solen comptar amb cuina pròpia, bany, sala i un nombre indeterminat d'habitacions.

- Hotel rural: acostumen a ésser allotjaments més grans, amb un nombre reduït d'habitacions (habitualment entre 4 i 10, només es limita a algunes Comunitats Autònomes) i compten amb restaurant, i servei diari de neteja de les habitacions. El funcionament és similar al d'un hotel convencional, però amb les limitacions de la seva mida.

- Centre de turisme rural: habitualment correspon a un petit complex on hi ha allotjament (possiblement amb diverses modalitats), restaurant i instal·lacions, material i monitors per a la pràctica d'activitats a la natura.

## Tipus d'allotjaments regulats en agroturisme a Catalunya

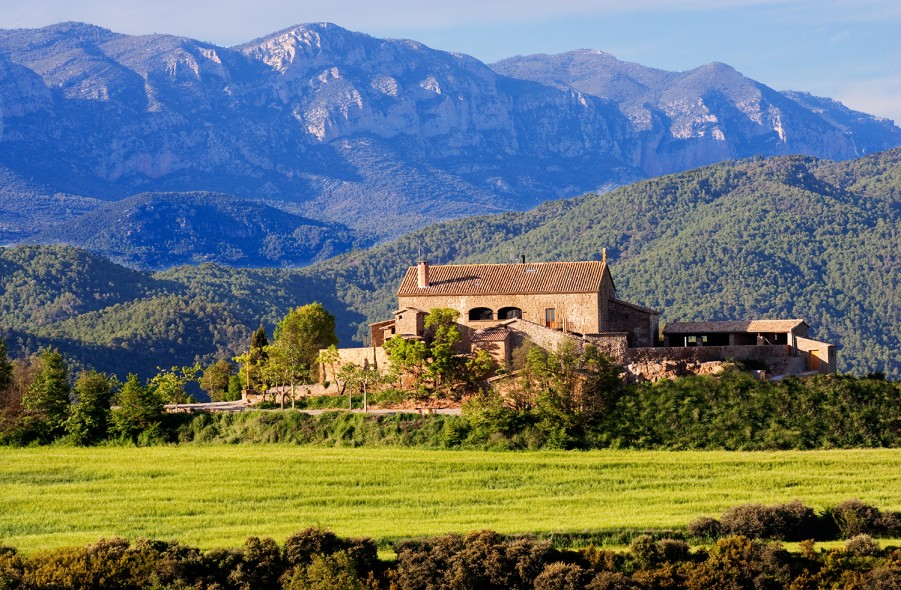
Heretat de Guàrdia (la Baronia de Rialb), exemple d'allotjament rural al Prepirineu català.

Segons la Llei de Catalunya de 13/2002 d'establiments de turisme rural, modificada pel Decret de la Generalitat de Catalunya número 313 de 2006 de 25 de juliol:
- Masia: casa aïllada, en una explotació agrària amb habitacions condicionades per rebre visitants però amb el requisit de respectar la tipologia arquitectònica de la zona o ser una construcció anterior a 1950.
- Casa de poble: ubicada en una agrupació de cases i condicionada per allotjar visitants.
- Allotjament rural: residències expressament destinades a ser com petits hotels en entorn rural.

D'acord amb el Decret 3131/2006 a Catalunya es fa la distinció entre agroturisme com un terme reservat per als promotors que tinguin una part dels seus ingressos provinents d'activitat agràries i turisme rural per a la resta. En altres comunitats autònomes aquesta distinció no es fa i els dos termes són sinònims.
Les definicions publicades en el web de la Unió de Pagesos de Catalunya sobre agroturisme són les següents:
| « | Casa de Pagès és un establiment d'agroturisme; el/la titular és un/a pagès/-a professional, que obté rendes agràries, ramaderes o forestals. Els usuaris hi podran conèixer les feines i activitats pròpies de la vida de pagès. […] Allotjaments Rurals són els habitatges en els quals el titular no està obligat a obtenir rendes agràries, però ha de residir a la mateixa comarca o viure en el mateix habitatge. | » |

## Importància de l'agroturisme
- Permet complementar els ingressos de l'explotació agrària sense pèrdua de població en el territori.
- Fomenta la conservació del medi ambient i el respecte per la natura.
- Combat l'elevada estacionalitat del turisme
- Taxes de creixement altes i sostingudes, malgrat que la proporció de places de turisme rural sobre el total de turisme és d'1 a 400 (a Catalunya).